# St. Johannes der Täufer (Ebermannsdorf)

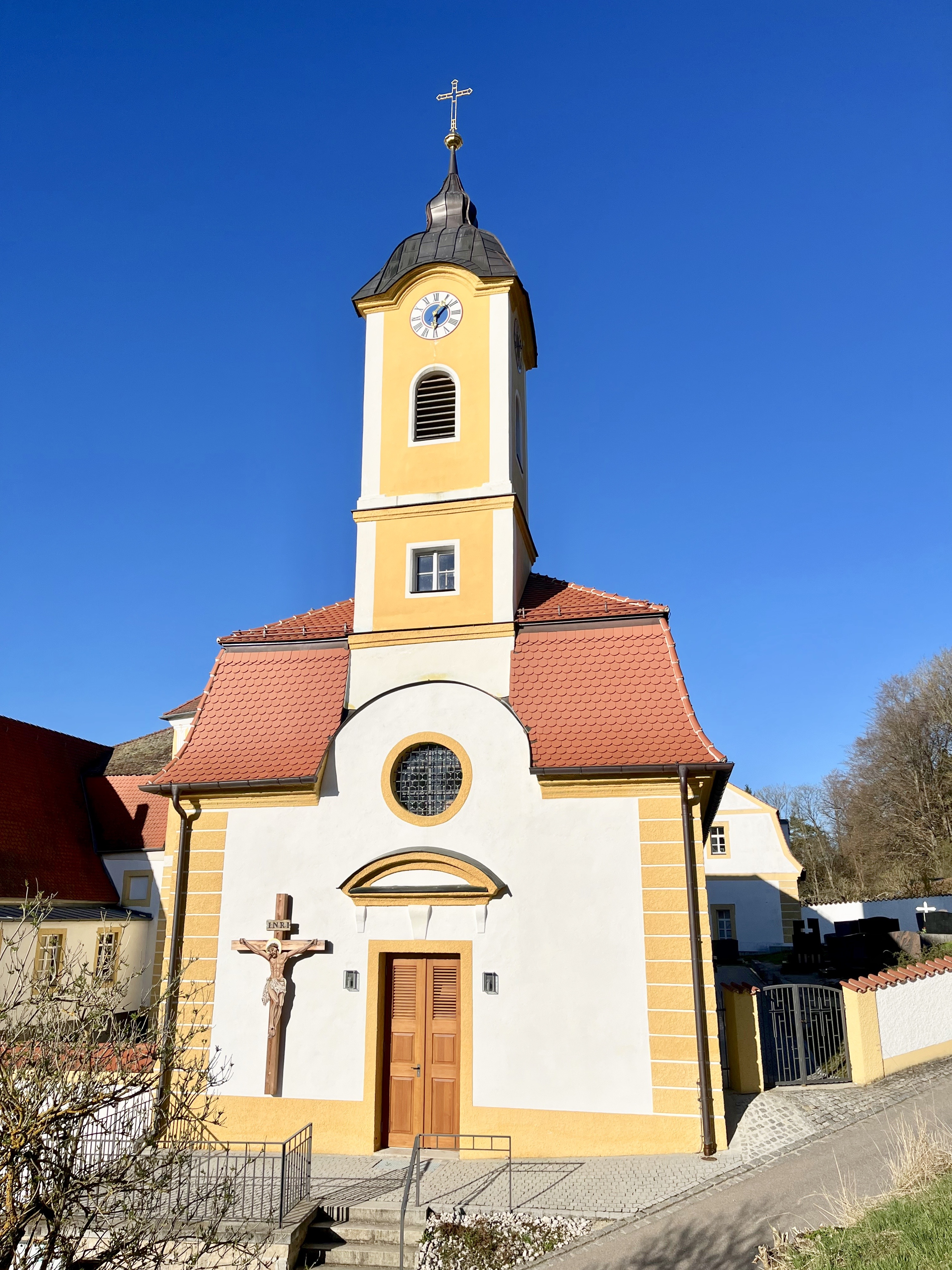
St. Johannes der Täufer

Die römisch-katholische Dorfkirche St. Johannes der Täufer steht in Ebermannsdorf im oberpfälzischen Landkreis Amberg-Sulzbach. Die Kirche ist unter dem Zeichen D-3-71-118-1 in die Denkmalliste des Freistaates Bayern eingetragen. Sie ist eine frühere Filialkirche der Pfarrei Theuern.
Die Kirche in Ebermannsdorf wurde 1701 bis 1705 nach einem Entwurf von Wolfgang Dientzenhofer unter Einbeziehung alter Mauerreste auf der Stelle einer Vorgängerin erbaut. 1982 wurde sie als Pfarrkirche durch den Neubau der Bruder-Konrad-Kirche ersetzt.
1727 lieferte Johann Konrad Brandenstein ein Orgelpositiv mit fünf Registern, es ist nicht erhalten. Das derzeitige Werk (8/I/P) stammt aus der Zeit vor 1847 und wird Friedrich Specht zugeschrieben, besitzt aber typische Klaviaturbacken von Funtsch. Diese Orgel wurde 2020 von Thomas Jann restauriert.